# 16 pr. n. št.
16 pr. n. št. je bilo po julijanskem koledarju navadno leto, ki se je začelo na ponedeljek, torek ali sredo, ali pa prestopno leto, ki se je začelo na ponedeljek ali torek (različni viri navajajo različne podatke). Po proleptičnem julijanskem koledarju je bilo navadno leto, ki se je začelo na sredo.
V rimskem svetu je bilo znano kot leto sokonzulstva Ahenobarbija in Scipija, pa tudi kot leto 738 ab urbe condita.
Oznaka 16 pr. Kr. oz. 16 AC (Ante Christum, »pred Kristusom«), zdaj posodobljeno v 16 pr. n. št., se uporablja od srednjega veka, ko se je uveljavilo številčenje po sistemu Anno Domini.

## Dogodki
- Noriško kraljestvo je priključeno Rimskemu cesarstvu.
- rimski cesar Gaj Avgust Oktavijan reorganizira germanske province in določi Trier za glavno mesto.
- ilirski prokonzul Publij Silij Nerva premaga združene noriške in panonske sile, ki so vdrle v Histrio.

## Smrti
- Emilij Maker, rimski pesnik